# 브라우닝 자동소총
브라우닝 자동소총(Browning Automatic Rifle 브라우닝 오토매틱 라이플[*], 흔히 앞 머리글자를 따서 BAR (비에이알, bee ay are)[*]이라고 부름) 20세기초에 미국의 존 브라우닝의 설계로 제작된 자동소총이자 경기관총으로, 미군에서 Mle1915 쇼샤와 Mle1909 호치키스를 대체하였다. 1920년대~1930년대의 미국 갱스터의 애용 화기이기도 한 BAR은 톰슨 기관단총과 비교했을 때, 방탄복과 차량에 대한 관통력이 뛰어난 훨씬 치명적인 무기였다. 그리고 BAR의 작동방식은 틸팅볼트이다. 그리고 처음은 자동소총으로 개발하여 미국에게 제시 한다. 그러나 무게가 무겁다는 이유로 보병 화력지원 기관총으로 사용되었다.

## 역사
BAR은 가스 작동식, 오픈 볼트, 공랭, 탄창급탄 방식을 채택한 미군의 자동소총이다. 당시의 제식 소총인 스프링필드 M1903과 같은 .30-06 스프링필드탄을 빠른 속도로 발사하여 적이 참호에서 머리를 들지 못하도록 제압하기 위한 목적으로 설계되었다. 훈련된 병사가 들고 뛰기에 힘들 정도로 무거운 BAR은 20발들이 탄창을 표준으로 사용하였으며, 때로는 40발 들이 탄창을 써서 대공용으로 쓰기도 하였다.
1918년 2월에 생산되어, 같은해 9월에 첫 투입된 M1918은 반자동 또는 연사의 두가지 사격 기능을 가진 경기관총으로서 소총수가 참호에서 참호로 이동할 수 있도록 걸어가며 어깨에 견착하여 사격하는 개념을 가지고 있었다. 전쟁이 끝날때까지 약 85,000정이 생산되었다.
1922년형 브라우닝 자동 소총(M1922)은 미국 기병대를 위해 만들어졌다. 하지만, 기병대는 후에 기갑대대로 재편성이 되어 필요없게 되자, 1937년에 스파이크가 달린 양각대가 가스 실린더에 부착되고, 개머리판에 경첩이 달린 M1918A1으로 다시 개량해 생산하였다.
BAR의 마지막 변형인 M1918A2는 1940년에 소개되었다. M1918A2는 반자동 사격기능이 빠지고 대신 연사기능이 각각 저속연사(Slow-auto, 분당 300~450발)과 고속연사(Fast-auto, 분당 500~650발)의 두 가지로 나뉘었다. 그리고 양각대는 스파이크가 빠지고 탈착할 수 있게 되었고, 소염기가 추가되었다. 분대지원화기로 역할이 바뀌자, 남아있던 많은 M1918A1은 A2로 변환되었다. 1942년 BAR의 개머리판의 제질은 섬유 유리(Fiberglass)에서 나무로 바뀌었고, 전쟁이 끝난 뒤에는 총열에 붙은 운반용 손잡이가 추가되었다.
제2차 세계 대전과 한국 전쟁을 거치면서 현역으로 쓰이던 M1918A2는 7.62 × 51 mm NATO탄에 맞게 변환되어, 베트남 전쟁에서 잠시 동안 사용되었고, 곧 M60 기관총에 의해 퇴역되었다. 현재 반자동만 가능한 M1918A3 SLR(Self Loading Rifle)이 민간인을 상대로 생산되고 있다.

## 변형 또는 개량
| 채용국가 | 모델명                 | 연도   | 특징 |
| -------- | ---------------------- | ------ | --- |
| 미국     | M1922                  | 1922년 | - 미 기병대(US Cavalry)용 경기관총 - M1918A1의 전신                                                          |
| 미국     | M1918A1                | 1937년 | - 양각대 - 강철 개머리판에 경첩이 추가                                                                       |
| 미국     | M1918A2                | 1940년 | - 운반용 손잡이 - 양각대가 총구 앞으로 재배치 - 반자동 기능이 폐지 - 저속/고속 전자동의 두가지 사격방식 도입 |
| 폴란드   | 브라우닝 wz.1928       | 1928년 | - 권총 손잡이 - 7.92 × 57 mm으로 구경 조정                                                                   |
| 불가리아 | FN M1930 (FN D형 BAR)  | 1930년 | - 권총 손잡이 - 7.92 × 57 mm으로 구경 조정                                                                   |
| 스웨덴   | Kulsprutegevär M21/M37 |        | - 권총 손잡이 - 스파이크 양각대 - 6,5 × 55 mm으로 구경 조정 - QCB(quick-change barrel)채용                   |

폴란드의 브라우닝 wz.1928(en:Browning wz. 1928)는 벨기에의 FN 에르스탈사에 위탁 면허 생산, 스웨덴의  Kulsprutegevär M21/M37는 에스킬스투나에 있는 칼 구스타프 조병창의 허가 아래에 콜트사에서 생산되었다.

## 같이 보기
- 자동소총
- 경기관총
- 분대지원화기
- 존슨 M41 경기관총